# Ambalema (kommun)
Ambalema är en kommun i Colombia.   Den ligger i departementet Tolima, i den centrala delen av landet, 90 km väster om huvudstaden Bogotá. Antalet invånare är 7 674.